# Altadis

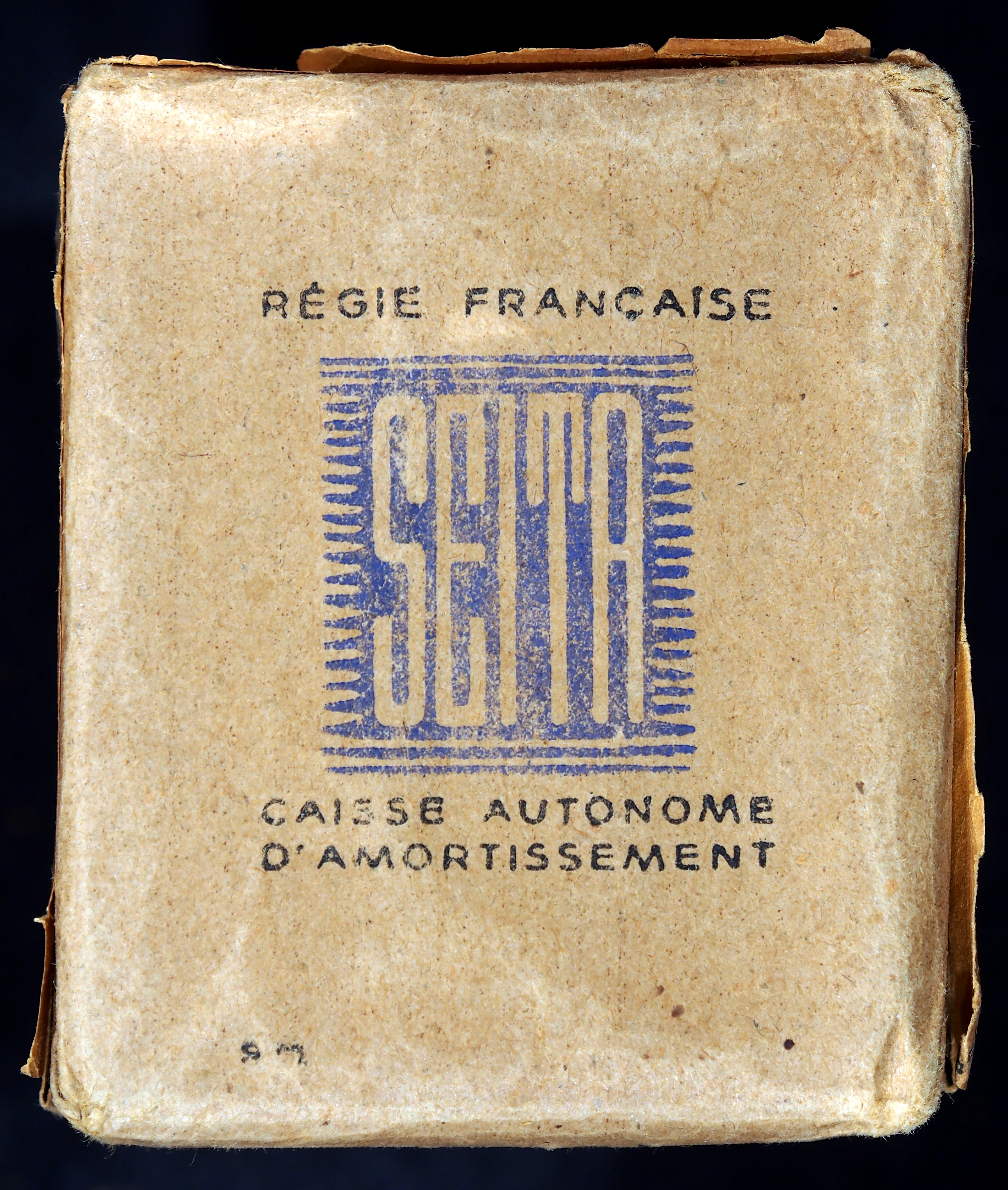
Gauloises met SEITA logo

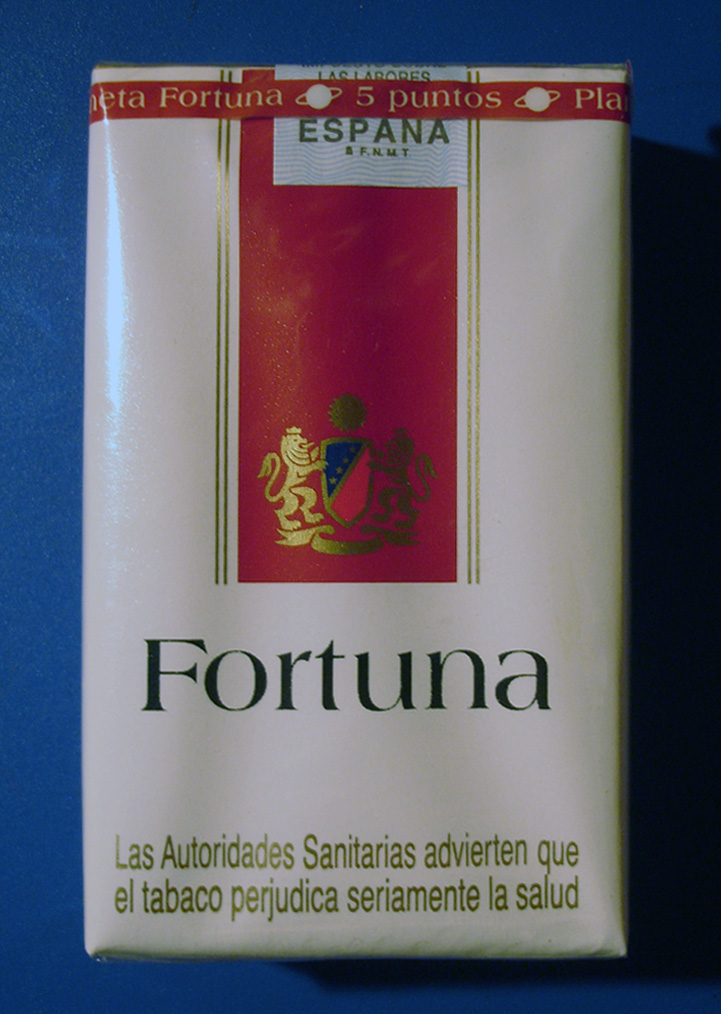
Fortuna, een merk van Tabacalera

Altadis is een multinationale fabrikant en verkoper van sigaretten, tabak en sigaren. Het werd in 1999 gevormd door een fusie van Tabacalera, de voormalige Spaanse tabakmonopolist, en SEITA, de voormalige tabakmonopolist van Frankrijk. In 2008 werd Altadis overgenomen door het Britse Imperial Tobacco (nu Imperial Brands) en is daar nog altijd een dochteronderneming van.
Door zijn internationale deelnemingen, waaronder eigendom van de voormalige Consolidated Cigar Holdings en de helft van het Cubaanse staatsmonopolie op tabak, Habanos, was Altadis de grootste producent van sigaren ter wereld, evenals de vierde grootste producent van tabak producten.

## Geschiedenis
In 1926 werd in Frankrijk de SEIT (Service d'Exploitation Industrielle des Tabacs) opgericht. Dit staatsbedrijf kreeg een monopolie op de productie en verkoop van rookwaren met merken als Gauloises en Gitanes. In 1935 werd hieraan de productie van lucifers (Frans: allumettes) toegevoegd. Dit leidde ook tot een naamsverandering, het werd SEITA (Société d'Exploitation Industrielle des Tabacs et des Allumettes). In maart 1945 richtte Spanje op vergelijkbare wijze de verkoop van rookwaren in. Het staatsbedrijf Tabacalera, Compañia Gestora del Monopolio de Tabacos y Servicios anejos, werd opgericht en kreeg een monopolie. Het was een voortzetting van het Institución del Estanco del Tabaco en España, een tabaksmonopolist die al in 1636 was opgericht en in 1887 van naam veranderde in Compañía Arrendataria de Tabacos. Bekende merken van Tabacalara waren Fortuna en Ducados.
In en na de jaren zestig en zeventig van de 20e eeuw werden de nationale markten geleidelijk opengesteld voor de invoer van buitenlandse tabaksmerken. De nationale tabaksmonopolies van Frankrijk en Spanje kregen meer concurrentie. In 1962 verloren de werknemers van SEITA hun ambtenarenstatus en in 1971 werd het monopolie op de tabaksteelt en tabaksverkoop opgeheven. De bedrijven werden stapsgewijs geprivatiseerd, dit proces begon in 1995 voor SEITA en in 1998 voor Tabacalera.
In 1999 besloten de twee bedrijven te fuseren. SEITA had toen een jaaromzet van 2,9 miljard euro en Tabacalera was iets kleiner met een omzet van 2,5 miljard euro. Met een gecombineerde omzet van 5 miljard euro kwam het op de zesde plaats van grote tabaksbedrijven wereldwijd met een marktaandeel van minder dan 5%, minder dan de helft van nummer vijf. In de markt van sigaren had het een veel sterkere positie met een wereldwijd marktaandeel tussen de 20 en 30%.
De Britse tabaksfabrikant Gallaher poogde nog de fusie te blokkeren door een bod op SEITA uit te brengen, maar dit mislukte. In Parijs kwam het hoofdkantoor van Altadis en werden de sigarettenactiviteiten aangestuurd. In Madrid werden de sigaren- en distributie-activiteiten gegroepeerd.
In 1999 kocht SEITA het bedrijf Consolidated Cigar Holdings Inc. Dit Amerikaanse bedrijf was toen de grootste sigarenleverancier van de Verenigde Staten (VS) en SEITA was bood US$ 730 miljoen voor alle aandelen. Consolidated heeft merken als Dutch Treats en Antonio y Cleopatra en heeft het alleenrecht om Montecristo sigaren in de VS te verkopen. In augustus 2000 fuseerden Consolidated Cigar en Havatampa, in handen van Tabacalera, tot Altadis USA.
In september 2000 kocht Altadis een aandelenbelang van 50% in het tabaksmonopolie van de Cubaanse staat, Habanos SA. Drie jaar later werd de internetverkoper 800-JR Cigar, Inc. overgenomen in de Verenigde Staten.
In 2004 was Altadis de op twee na grootste sigarettenfabrikant van West-Europa. De belangrijkste geografische afzetmarkten waren de Verenigde Staten, Spanje en Frankrijk. In 2004 rapporteerde het een omzet van 3,5 miljard euro en telde 27.500 medewerkers.
Op 18 juli 2007 steunde de raad van bestuur van Altadis een bod van 16,2 miljard euro op het bedrijf door Imperial Tobacco. Na toestemming van de toezichthouders werd de overname afgerond in januari 2008. Door de overname steeg Imperial Tobacco van de vijfde naar de vierde plaats op de wereldranglijst van grootste tabakbedrijven.